# Кюон, Рафаэле
Рафаэле Кюон (итал. Raffaele Kuon; 22 июля 1831, Рим — 5 августа 1885, Кунео) — итальянский дирижёр, скрипач и композитор.
Сын Джованни Кюона (1800—1875), дирижёра и автора учебника гармонии. Получил образование как скрипач, ученик Туллио Рамачотти; выступал как солист с 11-летнего возраста. Участвовал в камерных концертах, организуемых Рамачотти. Затем в большей степени работал как дирижёр. Дирижировал премьерами опер Антонио Каньони «Лото» (итал. La tombola; 1867, Рим), Костантино даль’Арджине «Два медведя» (итал. I due orsi; 1867, Милан), Терезы Сенеке «Двое друзей» (итал. Le due amiche; 1869, Рим, Театро Арджентина), второй редакции «Обручённых» Амилькаре Понкьелли (1872, Милан). Кроме того, в 1876—1877 гг. работал в лиссабонском театре Сан-Карлуш, оставив заметный след в португальской музыкальной жизни — в частности, национальной премьерой оперы Джузеппе Верди «Аида» (в исполнении которой в 1873 году в Триесте он участвовал как концертмейстер оркестра); в 1882 г. вновь появился в Португалии, среди прочего представив собственную композицию для оркестра «Посвящение Лиссабону» (порт. Homenagem a Lisboa).
Умер в ходе подготовки к представлению оперы Джакомо Мейербера «Роберт-дьявол» в Кунео, накануне начала нового оперного сезона, в котором он должен был работать в Неаполе в театре Сан-Карло. Похоронен на Монументальном кладбище в Милане.